# Касапски кръг
Касапският кръг (на македонска литературна норма: Касапски Круг) е обществена сграда в Куманово, Република Македония. Сградата е известен културен и архитектурен обект.

## Местоположение
Сградата е разположена в центъра на града между улиците „Гоце Делчев“ и „11 октомври“.

## Архитектура
Обектът е дело на инженер Владимир Антонов и е изграден в периода между 1930 и 1934 година. Според оригиналния проект е сграда с триъгълна форма около въгрешен двор – атриум, която има партер и един етаж. Етажът не е цялостно изграден и на него е била настанена община Куманово. На приземието са настанени търговски обекти, а етажът се използва за административни нужди. В атриума се влиза от два входа и в него дълги години е имало месарници, откъдето идва името на сградата. По-късно в него се отварят ресторанти и кафенета.